# Pseudalastor anguloides
Pseudalastor anguloides är en stekelart som beskrevs av Giordani Soika 1961. Pseudalastor anguloides ingår i släktet Pseudalastor och familjen Eumenidae. Inga underarter finns listade i Catalogue of Life.